# Major League Rugby (2021)
Major League Rugby (2021) – czwarty sezon Major League Rugby, zawodowej ligi rugby union w Ameryce Północnej, rozgrywany w 2021 z udziałem 12 drużyn ze Stanów Zjednoczonych i Kanady, zakończony zwycięstwem debiutującej w tym sezonie drużyny z Los Angeles, LA Giltinis.

## Przebieg rozgrywek
W sezonie 2021, podobnie jak w poprzednim w rozgrywkach Major League Rugby uczestniczyło 12 drużyn. Po poprzednim sezonie z ligi wycofała się drużyna Colorado Raptors, z kolei nową ekipą zostało LA Giltinis. W rozgrywkach miała też wziąć udział nowa drużyna Dallas Jackals, jednak przed sezonem zrezygnowała i przesunęła start na kolejny sezon. Ofertę udziału złożyła także drużyna Kanaloa Hawai’i z Hawajów, jednak ostatecznie nie została ona dopuszczona do udziału. 
W lidze pojawiły się gwiazdy światowego rugby, takie jak Chris Robshaw w San Diego Legion czy Matt Giteau w LA Giltinis. Pierwszy raz w historii ligi przeprowadzono przed sezonem nabór zawodników w formie draftu – w czerwcu 2020 z numerem pierwszym został wybrany Conner Mooneyham, w styczniu 2021 przeprowadzono natomiast draft uzupełniający z udziałem zawodników Dallas Jackals. Kontrakty telewizyjne liga podpisała ze stacjami CBS Sports i Fox Sports.
W rozgrywkach postanowiono zastosować zmienione przepisy:
- czas na wykonanie kopa na bramkę z rzutu karnego lub podwyższenia wynoszący 60 sekund;
- ograniczenie możliwości powtórzenia młyna do jednego;
- automatyczne przyznanie drużynie 7 punktów Przyłożenie wykonane pomiędzy słupami (bez konieczności podwyższenia);
- przesunięcie linii spalonego podczas rozgrywania młyna na linię pomiędzy młynami obu drużyn;
- możliwość wprowadzenia na boisko nowego zawodnika w miejsce ukaranego czerwoną kartką po 20 minutach od pokazania kartki[13].

Rozgrywki odbywały się od 20 marca do 1 sierpnia 2021. Za faworyta rozgrywek przed sezonem uznawano drużynę San Diego Legion, która w poprzednim, przerwanym sezonie nie poniosła ani jednej porażki. W przypadku dwóch zespołów zaplanowano rozgrywanie domowych meczów poza lokalizacjami: z powodu pandemii COVID-19 kanadyjska drużyna Toronto Arrows rozgrywała swoje mecze w Atlancie (na obiektach Rugby ATL), z kolei San Diego Legion rozpoczęło sezon w Las Vegas, jednak w trakcie sezonu kilkakrotnie zmieniało miejsce rozgrywania meczów, aż wreszcie wróciło do San Diego.

## System rozgrywek
Rozgrywki składały się z dwóch części: rundy zasadniczej oraz pucharowej. Drużyny podzielono na dwie konferencje po sześć zespołów: wschodnią i zachodnią. Każda drużyna rozgrywała w rundzie zasadniczej mecz i rewanż z drużynami z tej samej konferencji oraz po jednym meczu z drużynami z drugiej konferencji. Faza play-off składała się z dwóch etapów: dwie drużyny z pierwszych miejsc każdej konferencji spotkały się w jej finale. Następnie zwycięzcy finałów konferencji zmierzyli się w finale ligi.
O kolejności zespołów w tabeli ligowej decydowała w pierwszej kolejności liczba punktów zdobytych w rozgrywkach: cztery za zwycięstwo, dwa za remis, zero za porażkę oraz po jednym punkcie bonusowym za zdobycie w meczu co najmniej 4 przyłożeń i za porażkę nie wyższą niż 7 punktami. Jeśli liczba punktów była równa, o pozycji w tabeli decydowały kolejno liczba zwycięstw w rozgrywkach, bilans punktów meczowych, liczba zdobytych przyłożeń, bilans przyłożeń, losowanie. 

## Uczestnicy rozgrywek
Lista drużyn uczestniczących w rozgrywkach Major League Rugby w 2021 (w kolorze zielonym wiersz z drużyną startującą w lidze po raz pierwszy):
| Klub                   | Metropolia (stan)        | Kraj              | Konferencja | Uwagi |
| ---------------------- | ------------------------ | ----------------- | ----------- | --- |
| Austin Gilgronis       | Austin (Teksas)          | Stany Zjednoczone | zachodnia   | |
| Houston SaberCats      | Houston (Teksas)         | Stany Zjednoczone | zachodnia   | |
| LA Giltinis            | Los Angeles (Kalifornia) | Stany Zjednoczone | wschodnia   | |
| New England Free Jacks | Boston (Massachusetts)   | Stany Zjednoczone | wschodnia   | |
| NOLA Gold              | Nowy Orlean (Luizjana)   | Stany Zjednoczone | wschodnia   | |
| Old Glory DC           | Waszyngton               | Stany Zjednoczone | wschodnia   | |
| Rugby ATL              | Atlanta (Georgia)        | Stany Zjednoczone | wschodnia   | |
| Rugby United New York  | Nowy Jork (Nowy Jork)    | Stany Zjednoczone | wschodnia   | |
| San Diego Legion       | San Diego (Kalifornia)   | Stany Zjednoczone | zachodnia   | Rozpoczęła sezon rozgrywając swoje mecze w Las Vegas, potem kilkakrotnie zmieniła miejsce ich rozgrywania. |
| Seattle Seawolves      | Seattle (Waszyngton)     | Stany Zjednoczone | zachodnia   | |
| Toronto Arrows         | Toronto (Ontario)        | Kanada            | wschodnia   | Rozgrywa swoje mecze nie w Toronto, ale w Atlancie.                                                        |
| Utah Warriors          | Salt Lake City (Utah)    | Stany Zjednoczone | zachodnia   | |

Mapa lokalizacyjna drużyn uczestniczących w rozgrywkach w 2021:

## Runda zasadnicza
Wyniki spotkań (w kolorze niebieskim drużyny z konferencji zachodniej, w kolorze czerwonym drużyny z konferencji wschodniej):
|                        | Austin Gilgronis | Houston SaberCats | LA Giltinis | San Diego Legion | Seattle Seawolves | Utah Warriors | New England Free Jacks | NOLA Gold | Old Glory DC | Rugby ATL | Rugby United New York | Toronto Arrows |
| Austin Gilgronis       | –                | 26:0              | 3:17        | 11:14            | 42:15             | 28:30         | ––                     | ––        | ––           | 17:15     | 16:9                  | 47:21          |
| Houston SaberCat       | 9:28             | –                 | 33:48       | 34:32            | 30:24             | 5:24          | 0:32                   | ––        | 13:21        | ––        | ––                    | 10:19          |
| LA Giltinis            | 31:17            | 52:5              | –           | 45:17            | 57:26             | 38:27         | 42:27                  | 20:21     | ––           | 47:17     | ––                    | ––             |
| San Diego Legion       | 14:33            | 39:11             | 13:19       | –                | 34:21             | 31:29         | 17:33                  | 43:17     | ––           | ––        | 29:36                 | ––             |
| Seattle Seawolves      | 31:36            | 40:21             | 14:29       | 21:15            | –                 | 28:29         | ––                     | 30:6      | ––           | 6:25      | 21:23                 | ––             |
| Utah Warriors          | 45:24            | 50:43             | 34:29       | 45:41            | 15:20             | –             | ––                     | ––        | 34:33        | 31:41     | ––                    | 39:24          |
| New England Free Jacks | 22:18            | ––                | ––          | ––               | 25:21             | 22:21         | –                      | 9:17      | 22:19        | 22:6      | 14:12                 |                |
| NOLA Gold              | 15:18            | 28:26             | ––          | ––               | ––                | 29:24         | 30:29                  | –         | 26:26        | 7:8       | 51:28                 | 22:14          |
| Old Glory DC           | 29:25            | ––                | ––          | 38:29            | 22:18             | ––            | 35:22                  | 21:25     | –            | 30:23     | 10:46                 | 19:40          |
| Rugby ATL              | ––               | 33:15             | 17:12       | 41:22            | ––                | ––            | 33:18                  | 38:28     | 32:12        | –         | 17:27                 | 21:14          |
| Rugby United New York  | ––               | 54:19             | 18:16       | ––               | ––                | 28:29         | 29:19                  | 32:35     | 38:34        | 31:24     | –                     | 12:53          |
| Toronto Arrows         | ––               | ––                | 16:43       | 30:40            | 52:7              | ––            | 17:28                  | 12:18     | 34:28        | 29:33     | 24:31                 | –              |

Tabele konferencji (w kolorze zielonym wiersze z drużynami, które awansowały do rundy finałowej):
| Konferencja zachodnia | Konferencja zachodnia | Konferencja zachodnia | Konferencja zachodnia | Konferencja zachodnia | Konferencja zachodnia | Konferencja zachodnia | Konferencja zachodnia | Konferencja zachodnia |
| Pozycja               | Drużyna               | Mecze                 | Wygrane               | Remisy                | Porażki               | Bilans punktów        | Punkty bonusowe       | Punkty razem          |
| --------------------- | --------------------- | --------------------- | --------------------- | --------------------- | --------------------- | --------------------- | --------------------- | --------------------- |
| 1                     | LA Giltinis           | 16                    | 12                    | 0                     | 4                     | 545:305               | 15                    | 63                    |
| 2                     | Utah Warriors         | 16                    | 10                    | 0                     | 6                     | 496:464               | 17                    | 57                    |
| 3                     | Austin Gilgronis      | 16                    | 9                     | 0                     | 7                     | 389:317               | 11                    | 47                    |
| 4                     | San Diego Legion      | 16                    | 6                     | 0                     | 10                    | 430:464               | 14                    | 38                    |
| 5                     | Seattle Seawolves     | 16                    | 4                     | 0                     | 12                    | 343:461               | 11                    | 27                    |
| 6                     | Houston SaberCats     | 16                    | 2                     | 0                     | 14                    | 274:550               | 5                     | 13                    |

| Konferencja wschodnia | Konferencja wschodnia  | Konferencja wschodnia | Konferencja wschodnia | Konferencja wschodnia | Konferencja wschodnia | Konferencja wschodnia | Konferencja wschodnia | Konferencja wschodnia |
| Pozycja               | Drużyna                | Mecze                 | Wygrane               | Remisy                | Porażki               | Bilans punktów        | Punkty bonusowe       | Punkty razem          |
| --------------------- | ---------------------- | --------------------- | --------------------- | --------------------- | --------------------- | --------------------- | --------------------- | --------------------- |
| 1                     | Rugby ATL              | 16                    | 11                    | 0                     | 5                     | 420:321               | 13                    | 57                    |
| 2                     | Rugby United New York  | 16                    | 10                    | 0                     | 6                     | 448:419               | 13                    | 53                    |
| 3                     | NOLA Gold              | 16                    | 10                    | 1                     | 5                     | 375:378               | 9                     | 51                    |
| 4                     | New England Free Jacks | 16                    | 10                    | 0                     | 6                     | 382:351               | 8                     | 48                    |
| 5                     | Old Glory DC           | 16                    | 6                     | 1                     | 9                     | 409:490               | 13                    | 39                    |
| 6                     | Toronto Arrows         | 16                    | 5                     | 0                     | 11                    | 411:412               | 10                    | 30                    |

## Runda finałowa

### Drabinka
|  |                       |                       |                    |           |    |             |             |            |
|  | Finały konferencji    | Finały konferencji    | Finały konferencji |           |    | Finał ligi  | Finał ligi  | Finał ligi |
|  | Finały konferencji    | Finały konferencji    | Finały konferencji |           |    | Finał ligi  | Finał ligi  | Finał ligi |
|  |                       |                       |                    |           |    |             |             |            |
|  |                       |                       |                    |           |    |             |             |            |
|  | LA Giltinis           | LA Giltinis           | 17                 |           |    |             |             |            |
|  | LA Giltinis           | LA Giltinis           | 17                 |           |    |             |             |            |
|  | Utah Warriors         | Utah Warriors         | 13                 |           |    |             |             |            |
|  | Utah Warriors         | Utah Warriors         | 13                 |           |    | LA Giltinis | LA Giltinis | 31         |
|  |                       |                       |                    |           |    | LA Giltinis | LA Giltinis | 31         |
|  |                       |                       | Rugby ATL          | Rugby ATL | 17 |             |             |            |
|  | Rugby ATL             | Rugby ATL             | Rugby ATL          | Rugby ATL | 17 | 10          |             |            |
|  | Rugby ATL             | Rugby ATL             |                    |           |    |             |             |            |
|  | Rugby United New York | Rugby United New York | 9                  |           |    |             |             |            |
|  | Rugby United New York | Rugby United New York | 9                  |           |    |             |             |            |
|  |                       |                       |                    |           |    |             |             |            |

### Finały konferencji
| 24 lipca 202120:00 ET | Rugby ATL                                                       | 10:9(3:6) | Rugby United New York          | Lupo Family Field, Marietta Sędzia: Federico Anselmi |
| 24 lipca 202120:00 ET | Alex Maughan 5 (P), Bautista Ezcurra 3 (K), Kurt Coleman 2 (pd) | 10:9(3:6) | Harry Bennett 9 (3K)           | Lupo Family Field, Marietta Sędzia: Federico Anselmi |
| 24 lipca 202120:00 ET | Chance Wenglewski                                               | 10:9(3:6) | James Rochford · Quinn Ngawati | Lupo Family Field, Marietta Sędzia: Federico Anselmi |

| 25 lipca 202118:00 ET | LA Giltinis                                                      | 17:13(7:3) | Utah Warriors                           | Los Angeles Memorial Coliseum, Los Angeles Sędzia: JP Doyle |
| 25 lipca 202118:00 ET | Ryan James 10 (2P), Adam Ashley-Cooper 5 (P), Matt Giteau 2 (pd) | 17:13(7:3) | Sama Malolo 7 (P), Hagen Schulte 6 (2K) | Los Angeles Memorial Coliseum, Los Angeles Sędzia: JP Doyle |

### Finał ligi
| 1 sierpnia 202116:00 ET | LA Giltinis                                                                              | 31:17(15:10) | Rugby ATL                                                                 | Los Angeles Memorial Coliseum, Los Angeles Sędzia: JP Doyle |
| 1 sierpnia 202116:00 ET | Matt Giteau 13 (2pd 3K), John Ryberg 10 (2P), DTH van der Merwe 5 (P), Luke Burton 3 (K) | 31:17(15:10) | Kurt Coleman 7 (2pd K), Marko Janse van Rensburg 5 (P), Ross Deacon 5 (P) | Los Angeles Memorial Coliseum, Los Angeles Sędzia: JP Doyle |

## Statystyki
Najskuteczniejszym zawodnikiem ligi był Dan Hollinshead z drużyny Rugby United New York, który zdobył 111 punktów, natomiast najwięcej przyłożeń (11) zdobył DTH van der Merwe z LA Giltinis. 